# Список міністрів закордонних справ Італії
Список міністрів закордонних справ Італії

## Міністри закордонних справ Італії
1. Камілло Кавур — (1861);
2. Беттіно Рікасолі — (1861–1862);
3. Урбано Раттацці — (1862);
4. Джакомо Дурандо — (1862);
5. Джузеппе Пазоліні — (1862–1863);
6. Еміліо Вісконті-Веноста — (1863–1864);
7. Альфонсо Ферреро маркиз Ла Мармора — (1864–1866);
8. Беттіно Рікасолі — (1866);
9. Еміліо Вісконті-Веноста — (1866–1867);
10. Федеріко Пешетто — (1867);
11. Помпео Ді Кампелло — (1867);
12. Федеріко Луїджі Менабреа — (1867–1869);
13. Еміліо Вісконті-Веноста — (1869–1876);
14. Луїджі Амедео Мелегарі — (1876–1877);
15. Агостіно Депретіс — (1877–1878);
16. Луїджі Корті — (1878);
17. Бенедетто Кайролі — (1878);
18. Агостіно Депретіс — (1878–1879);
19. Бенедетто Кайролі — (1879–1881);
20. Паскуале Станіслао Манчіні — (1881–1885);
21. Агостіно Депретіс — (1885);
22. Карло Феліче Ніколіс граф ді Робілант — (1885–1887);
23. Агостіно Депретіс — (1887);
24. Франческо Кріспі — (1887–1891);
25. Антоніо Старабба ді Рудіні — (1891–1892);
26. Бенедетто Брін — (1892–1893);
27. Альберто де Бланк — (1893–1896);
28. Онарато Каетані — (1896);
29. Еміліо Вісконті-Веноста — (1896–1898);
30. Раффаеле Капеллі — (1898);
31. Феліче Наполеоне Каневаро — (1898–1899);
32. Еміліо Вісконті-Веноста — (1899–1901);
33. Джуліо Прінетті — (1901–1903);
34. Енріко Морін — (1903);
35. Томмазо Тіттоні — (1903–1905);
36. Антоніно Патерно-Кастелло маркіз ді Сан Джулиано — (1905–1906);
37. Франческо Гуїччардіні — (1906);
38. Томмазо Тіттоні — (1906–1909);
39. Франческо Гуїччардіні — (1909–1910);
40. Антоніно Патерно-Кастелло маркіз ді Сан Джуліано — (1910–1914);
41. Антоніо Саландра — (1914);
42. Сідней Сонніно — (1914–1919);
43. Томмазо Тіттоні — (1919);
44. Франческо Саверіо Нітті — (1919);
45. Вітторіо Шалоя — (1919–1920);
46. Карло Сфорца — (1920–1921);
47. Іваное Бономі — (1921);
48. Пьєтро Томазі маркіз делла Торрета (1921–1922);
49. Карло Шанцер — (1922);
50. Беніто Муссоліні — (1922–1929);
51. Діно Ґранді — (1929–1932);
52. Беніто Муссоліні — (1932–1936);
53. Галеаццо Чіано— (1936–1943);
54. Беніто Муссоліні — (1943);
55. Раффаеле Гуарілья — (1943–1944);
56. П'єтро Бадольо — (1944);
57. Іваное Бономі — (1944);
58. Альчіде де Гаспері — (1944–1946);
59. П'єтро Ненні — (1946–1947);
60. Карло Сфорца — (1947–1951);
61. Альчіде де Гаспері — (1951–1953);
62. Джузеппе Пелла — (1953–1954);
63. Аттільо Піччіоні — (1954);
64. Гаетано Мартіно — (1954–1957);
65. Джузеппе Пелла — (1957–1958);
66. Амінторе Фанфані — (1958–1959);
67. Джузеппе Пелла — (1959–1960);
68. Антоніо Сеньї — (1960–1962);
69. Амінторе Фанфані — (1962);
70. Аттільо Піччіоні — (1962–1963);
71. Джузеппе Сарагат — (1963–1963);
72. Альдо Моро — (1963–1965);
73. Амінторе Фанфані — (1965);
74. Альдо Моро — (1965–1966);
75. Амінторе Фанфані — (1966–1968);
76. Джузеппе Медичі — (1968);
77. П'єтро Ненні — (1968–1969);
78. Альдо Моро — (1969–1972);
79. Джузеппе Медичі — (1972–1973);
80. Альдо Моро — (1973–1974);
81. Маріано Румор — (1974–1976);
82. Арнальдо Форлані — (1976–1979);
83. Франко Марія Малфаті — (1979–1980);
84. Аттільо Руффіні — (1980);
85. Еміліо Коломбо — (1980–1983);
86. Джуліо Андреотті — (1983–1989);
87. Джанні Де Мікеліс — (1989–1992);
88. Вінченцо Скотті — (1992);
89. Джуліано Амато — (1992);
90. Еміліо Коломбо — (1992–1993);
91. Беньяміно Андреатта — (1993–1994);
92. Леопольдо Еліа — (1994);
93. Антоніо Мартіно — (1994–1995);
94. Сюзанна Аньеллі — (1995–1996);
95. Ламберто Діні — (1996–2001);
96. Джуліано Амато — (2001);
97. Ренато Руджеро — (2001–2002);
98. Сільвіо Берлусконі — (2002);
99. Франко Фраттіні — (2002–2004);
100. Джанфранко Фіні — (2004–2006);
101. Массімо Д'Алема — (2006–2008);
102. Франко Фраттіні — (2008–2011);
103. Джуліо Терці ді Сант'Агата — (2011–2013);
104. Емма Боніно — (2013–2014);
105. Федеріка Могеріні — (2014);
106. Паоло Джентілоні — (2014–2016);
107. Анджеліно Альфано — (2016–2018);
108. Енцо Моаверо-Міланезі — (2018–2019);
109. Луїджі Ді Майо — (2019–2022);
110. Антоніо Таяні — (з 2022).